# Рыскалиев, Бергей Саулебаевич
Бергей Саулебаевич Рыскалиев (21 января 1967) — казахстанский политический деятель, бывший аким Атырауской области.

## Биография
Родился 21 января 1967 в Макатском районе Гурьевской области. Происходит из рода шеркеш племени байулы.
Семейное положение: женат
Владение языками:
- Казахский, русский, английский

Образование, специальность (квалификация), лицензии:
- Алма-Атинский архитектурно-строительный институт, Инженер-строитель (1991)
- Казахская государственная юридическая академия, юрист (2000)

Научные звания, степени, деятельность: Кандидат технических наук
Последняя должность: Аким Атырауской области

## Трудовой стаж
- С 1991 года — Мастер, прораб СМУ АО «Запказэнерго»;
- С 1992 года — Заместитель директора МЧП «Одиссей»;
- С 1992 года — Заместитель директора ТОО «Аяжан»;
- С 1992 года — Директор нефтяной компании «Шат»;
- С 2001 года — Директор СП «Батыс-Мунай», заместитель директора ТОО «Трансмарс»);
- С 2001 года — Член Дисциплинарного совета Актюбинской области;
- С 2001 года — Член совета директоров ОАО «CNPC-Актобемунайгаз»;
- С 2002 года — Директор Атырауского регионального филиала компании «Казвнешмаш»;
- С 2003 года — Секретарь Атырауского областного маслихата;
- С 2005 года — Заместитель акима Атырауской области;
- Февраль 2006 — 3 октября 2006 — Аким города Атырау;
- С 4 октября 2006 по 2012 год — Аким Атырауской области;

## Политика
- Кандидат в депутаты Мажилиса Парламента Республики Казахстан 2-го созыва (2003, довыборы);
- Депутат Атырауского областного маслихата (09.2003-02.2005);

Партийная принадлежность:
- Член совета Атырауского филиала партии «Асар» (2004—2006);
- Председатель Атырауского городского филиала партии «Отан» (НДП «Нур Отан») (с 08.2006);

## Государственные и международные награды, премии, почётные звания
- Ордена: «Парасат» (2008);
- Орден Святого князя Даниила Московского 3 степени (2008, РПЦ);
- Золотой орден мецената (2008);
- «Медаль 10 лет Конституции РК» (2005);
- «Почетный гость России» (2007);
- «Қазақстан полициясына 15 жыл» (2007);
- «Қазақстан Республикасы Мемлекеттік қызмет істері агеттігіне 10 жыл»;
- Юбилейная медаль «10 лет Астане» (06.2008);
- другие.

## Хобби
Футбол, горные лыжи.

## Уголовное преследование
15 августа 2012 года в Атырау, с целью смены действующего акима Бергея Рыскалиева и назначения нового — Бактыкожи Измухамбетова, прибыл Президент РК Нурсултан Назарбаев. Президент, выразив благодарность за проделанную работу и выполнение всех поручений Президента на посту акима Атырауской области (5 лет 9 месяцев) сообщил, что Бергей Рыскалиев переходит на другую работу.
16 августа 2012 года официальные СМИ Казахстана сообщили про отставку акима Атырауской области Бергея Рыскалиева, но уже с формулировкой «по состоянию здоровья». После отставки в СМИ началась кампания по дискредитации Бергея Рыскалиева, аресты и давление на бывших подчиненных.
5 февраля 2013 года СМИ сообщили, что Бергей Рыскалиев объявлен в розыск Департаментом по борьбе с экономической и коррупционной преступностью по Атырауской области за совершение преступления, предусмотренного ст. 176 УК РК «Присвоение или растрата вверенного чужого имущества», а также создание организованного преступного сообщества.
25 января 2019 года суд, который прошел со множеством нарушений, заочно приговорил Бергея Рыскалиева и других обвиняемых к разным годам тюремного заключения.
2 апреля 2019 года сенатор США Дункан Хантер назвал решение заочного суда над бывшим акимом Атырауской области Бергеем Рыскалиевым «политически мотивированным судебным преследованием».
Бергей Рыскалиев получил в Великобритании статус беженца по политическим основаниям (Высокий Суд признал, что уголовное преследование является политически мотивированным).